# Narcisse Boulanger
Pour les articles homonymes, voir Boulanger (homonymie).
Narcisse Boulanger, né le 14 janvier 1854 à Audembert (Pas-de-Calais) et mort le 14 juin 1937 à Guînes (Pas-de-Calais), est une personnalité politique française.
Propriétaire agriculteur, il est conseiller municipal en 1881 et maire de Guînes de 1885 à 1932, conseiller général de 1901 à 1932. Il est député du Pas-de-Calais de 1914 à 1932, siégeant au groupe des républicains de gauche. 

## Iconographie
- Augustin Lesieux (1877-1964), Narcisse Boulanger, buste, localisation inconnue.[réf. nécessaire]

## Sources
- « Narcisse Boulanger », dans le Dictionnaire des parlementaires français (1889-1940), sous la direction de Jean Jolly, PUF, 1960 [détail de l’édition]